# Bjørkedal Station
Bjørkedal Station (Bjørkedal stasjon) var en jernbanestation på Vestfoldbanen, der lå i Porsgrunn kommune i Norge.
Stationen blev åbnet sammen med banen mellem Larvik og Skien 24. november 1882. Oprindeligt hed den Birkedalen, men den skiftede navn til Bjørkedalen i april 1894 og til Bjørkedal i april 1921. Den blev nedgraderet til holdeplads 1. maj 1925 og til trinbræt 1. juni 1965. Betjeningen med persontog ophørte 3. juni 1973, og 28. maj 1978 blev stationen nedlagt.
Stationsanlægget blev tegnet af Balthazar Lange. Det repræsenterer banens mellemstationer af fjerde klasse ligesom Galleberg, Barkåker, Jåberg og Råstad. Bygningerne er solgt fra.
I 2018 bliver banen omlagt mellem Larvik og Porsgrunn i forbindelse med anlæggelsen af dobbeltspor. Den gamle strækning forbi Bjørkedal blev nedlagt 7. august 2018, og umiddelbart efter begyndte optagningen af spor og fjernelse af køreledninger, master og andre tekniske installationer.